# Associazione Nazionale Partigiani d'Italia
L'Associazione Nazionale Partigiani d'Italia (ANPI) è un'associazione fondata dai partecipanti alla resistenza italiana contro l'occupazione nazista nella seconda guerra mondiale. Nata a Roma nel 1944, mentre nel Nord Italia la guerra era ancora in corso, è stata eretta in ente morale il 5 aprile 1945. L'associazione degli ex partigiani è aperta, dal 2006, a chiunque condivida i valori della Resistenza. Essa aderisce alla Federazione Internazionale dei Resistenti.
Obiettivi dell'ANPI sono la valorizzazione del ruolo storico svolto dalla lotta partigiana anche mediante la promozione di ricerche e testimonianze, la difesa dal vilipendio e dal revisionismo, il sostegno ideale ed etico dei "valori di libertà e democrazia" alla base della Costituzione della Repubblica Italiana del 1948 nata dalla Resistenza.

## Storia
L'Associazione Nazionale Partigiani d'Italia (ANPI) fu costituita a Roma il 6 giugno 1944, mentre ancora il Nord Italia stava subendo l'occupazione nazista, da volontari ed ex militari che avevano preso parte alla guerra partigiana nelle regioni del Centro Italia.

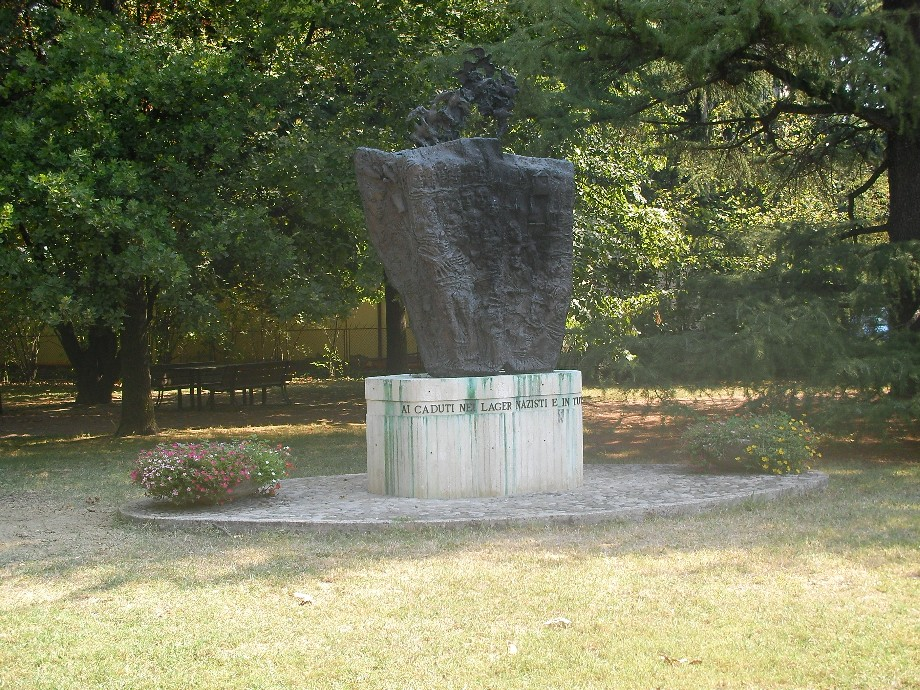
Monumento ai caduti nei lager nazisti e in tutte le prigionie, Forlì

Dopo la Liberazione essa si diffuse in tutto il Paese: anche nel Sud Italia, dove gli episodi di resistenza erano stati rari, ma dalle cui regioni provenivano molti dei partigiani che avevano militato nelle formazioni del Centro-Nord e all'estero (Jugoslavia, Albania, Grecia e Francia).
Alla data del 5 aprile del 1945, anno in cui venne designata come ente morale, l'ANPI comprendeva unitariamente tutti i partigiani italiani ed era retta da un consiglio formato da rappresentanti delle varie formazioni che avevano operato in tempo di guerra (Brigate Garibaldi, Brigate Giustizia e Libertà, Brigate Matteotti, Brigate Fiamme Verdi, Brigate del popolo, Brigate Osoppo, Formazioni autonome militari).
Già nel primo Congresso nazionale, indetto a Roma nel 1947, fra le varie componenti emersero divergenze in ordine a questioni di politica interna ed estera, che comportarono due scissioni:
- nel 1948, i componenti delle brigate partigiane di ispirazione cattolica e delle Formazioni autonome militari costituirono la Federazione Italiana Volontari della Libertà (FIVL).
- nel 1949, i componenti delle Brigate Giustizia e Libertà, facenti riferimento al Partito d'Azione, fondarono la Federazione Italiana delle Associazioni Partigiane (FIAP).

Con la fine della guerra fredda, cessate le divergenze sulla politica internazionale e interna,  ANPI, FIVL e FIAP, hanno iniziato a organizzare manifestazioni e celebrazioni congiunte della Resistenza.
Nel 2021 in occasione della Festa della Repubblica, l'ANPI assieme ad altre nove associazioni partigiane e dei deportati (tra cui la FIAP e la FIVL) ha dato vita al Forum della associazione antifasciste e della Resistenza, con lo scopo di perpetuare la memoria del valore della Guerra di Liberazione e dei valori costituzionali.
Dal 20 novembre del 2020 è stata protagonista del lancio della Grande Alleanza Democratica e Antifascista per la persona, il lavoro e la socialità comprendente associazioni, sindacati ed organizzazioni politiche, poi articolata in alcune realtà provinciali. Dal 2023 è parte insieme alla CGIL, ARCI, Legambiente e altre associazioni all'associazione La Via Maestra.

## Struttura

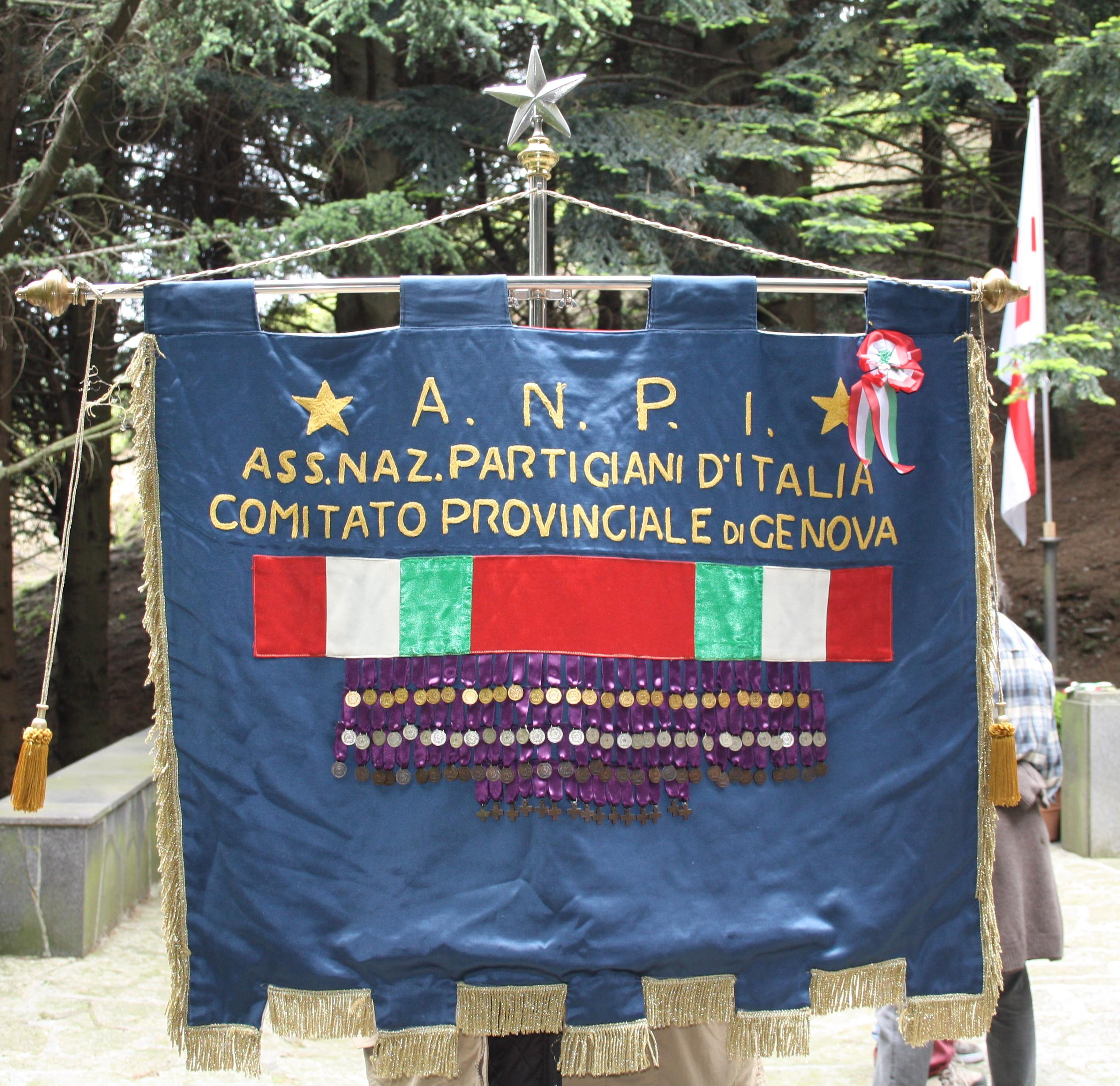
Il labaro dell'associazione provinciale di Genova dell'ANPI

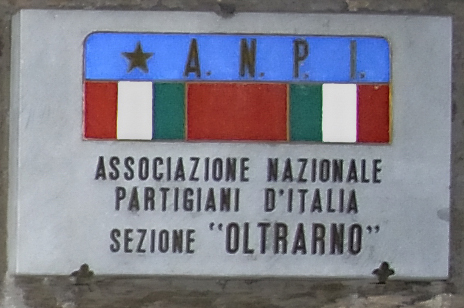
Targa ANPI Oltrarno (Firenze)

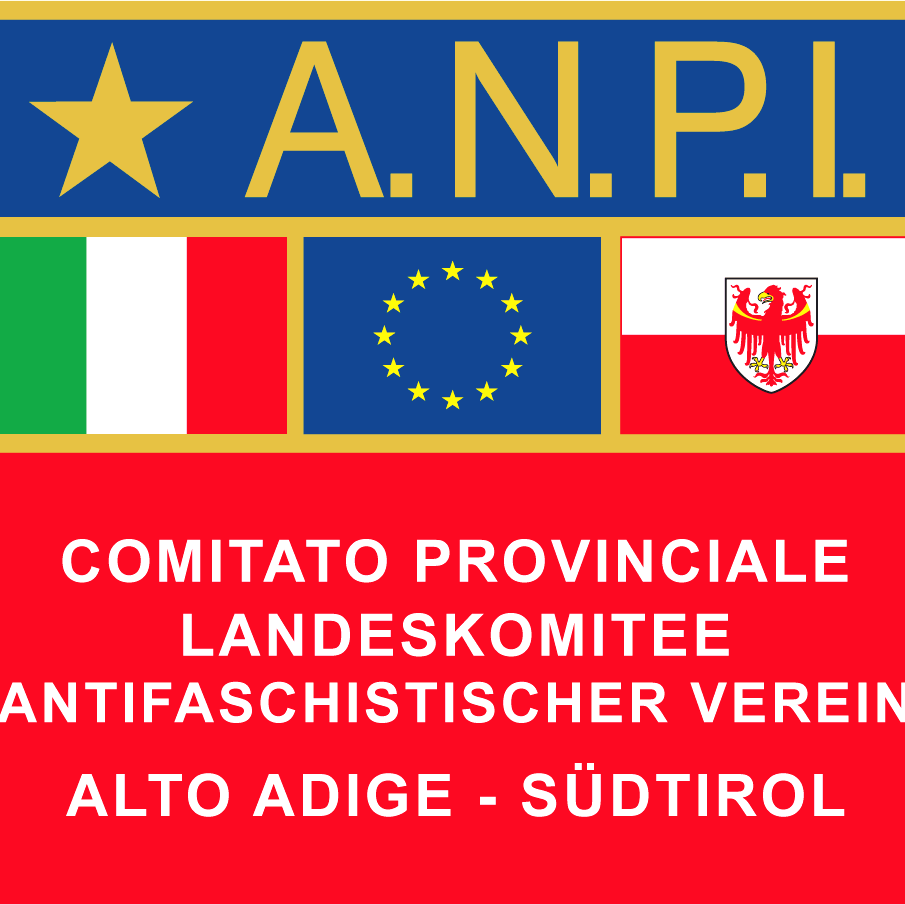
Emblema bilingue del comitato provinciale della Provincia autonoma di Bolzano

L'associazione è organizzata in un Comitato Nazionale e in un Consiglio dei Presidenti Provinciali, in Coordinamenti Regionali, Comitati Provinciali, in Sezioni comunali (di ambito territoriale) e Circoli (di ambito comunale). La sede nazionale si trova a Roma in Via degli Scipioni, 271.

### Congressi nazionali[7][8][9][10]
- I: Roma, 6-9 dicembre 1947
- II: Venezia, 19-21 marzo 1949
- III: Roma, 27-29 giugno 1952
- IV: Milano, 6-8 aprile 1956
- V: Torino, 19-21 giugno 1959
- VI: Roma, 14-16 febbraio 1964
- VII: Bologna, 18-21 marzo 1971
- VIII: Firenze, 4-7 novembre 1976
- IX: Genova, 26-29 marzo 1981
- X: Milano, 10-13 dicembre 1986
- XI: Bologna, 2-5 giugno 1991
- XII: Napoli, 28-30 giugno 1996
- XIII: Abano Terme (PD), 29-31 marzo 2001
- XIV: Chianciano Terme (SI), 24-26 febbraio 2006
- XV: Torino, 24-27 marzo 2011[11]
- XVI: Rimini, 12-15 maggio 2016[12]
- XVII: Riccione, 24-27 marzo 2022[13]

### Presidente
Arrigo Boldrini è stato presidente dell'ANPI dal primo congresso (1947) fino al quattordicesimo congresso del 2006, nel corso del quale è stato proclamato presidente onorario ed è stato eletto presidente Agostino "Tino" Casali.
Dal 17 giugno 2009 Tino Casali è stato presidente onorario, Raimondo Ricci presidente nazionale e Armando Cossutta vicepresidente vicario.
Il 16 aprile 2011 il Comitato nazionale dell'ANPI ha eletto le nuove cariche: Carlo Smuraglia, partigiano combattente, avvocato, senatore e docente di diritto del lavoro, è eletto nuovo presidente nazionale; sono eletti vicepresidenti: Armando Cossutta, Luciano Guerzoni, Giovanna Stanka Hrovatin, Lino "William" Michelini, Carla Nespolo, Marisa Ombra, Alessandro Pollio Salimbeni e Massimo Rendina. Segreteria nazionale: Carlo Smuraglia (Presidente), Luciano Guerzoni, Marisa Ferro, Marisa Ombra, Carla Argenton, Andrea Liparoto, Paolo Papotti.
Il 15 maggio 2016 il Comitato nazionale ha confermato la presidenza di Carlo Smuraglia e la segreteria, eleggendo alla vicepresidenza Luciano Guerzoni, Carla Nespolo, Marisa Ombra, Alessandro Pollio Salimbeni.
Il 3 novembre 2017, a seguito delle preannunciate dimissioni di Smuraglia, è stata eletta Carla Nespolo, primo presidente dell'ANPI non partigiano e donna, mentre Smuraglia è stato nominato "presidente emerito". Carla Nespolo muore nell'ottobre 2020, primo presidente a mancare mentre è in carica; a fine mese, viene eletto come nuovo presidente il vicepresidente uscente Gianfranco Pagliarulo.
- Arrigo Boldrini (9 dicembre 1947 – 5 febbraio 2006)
- Agostino Casali (5 febbraio 2006 – 17 giugno 2009)
- Raimondo Ricci (17 giugno 2009 – 16 aprile 2011)
- Carlo Smuraglia (16 aprile 2011 – 3 novembre 2017)
- Carla Federica Nespolo (3 novembre 2017 – 4 ottobre 2020)
- Gianfranco Pagliarulo (dal 30 ottobre 2020)

### Comitato Nazionale
Andriollo Danilo, Argenton Carla, Bagni Vania, Bisca Massimo, Calò Vincenzo, Cella Michela, Cenati Roberto, Cesarone Arianna, Cocchi Anna, De Sanctis Fabrizio, Ferretti Tamara, Florio Susanna, Folchi Silvia, Franceschini Mari, Ghezzi Carlo, Lai Gianna, Leone Elisabetta, Liparoto Andrea, Maderloni Claudio, Magistrati Mauro, Margheri Guido, Marino Luigi, Marino Natalia, Niccolai Gino, Pagliarulo Gianfranco, Papotti Paolo, Pappalardo Ferdinando, Parmigiani Francesca, Pollio Salimbeni Alessandro, Ricci Emilio, Rizzetto Floriana, Rossi Roberto, Savini Renzo, Soliani Albertina, Spanghero Dino, Terranova Ottavio, Vallone Mario.

## Iscritti
(Slogan della campagna di tesseramento degli artisti all'ANPI)
A differenza di altre associazioni reducistiche, possono iscriversi all'ANPI, oltre alle categorie illustrate nell'articolo 23 del suo Statuto ("partigiani, patrioti, componenti delle Forze Armate che hanno combattuto contro i tedeschi dopo l'armistizio, incarcerati o deportati – durante la Guerra di Liberazione – per attività politiche o per motivi razziali, militari internati e che non abbiano aderito alla RSI"), anche tutti i cittadini maggiorenni, senza alcuna distinzione di età, che dichiarino e sottoscrivano di essere "antifascisti" unitamente agli obiettivi dell'associazione: essi, dal 2007, hanno potuto essere nominati anche negli organismi dirigenti dell'Associazione.
Grazie a questa possibilità, introdotta nel 2006 al 14º congresso, l'ANPI ha dato concretamente avvio al ricambio generazionale all'Associazione, che conta tra le sue file, al 2010, circa 110 000 iscritti: in particolare, oltre al 10% di iscritti di partigiani storici e di patrioti delle Squadre di Azione Patriottica e dei Gruppi di Azione Patriottica, c'è un altro 10% di giovani fra i 18 e i 30 anni, mentre la gran parte degli iscritti (60-65%) appartiene alla fascia d'età 35-65 anni.
Nel giro di tre anni, dal 2006 al 2009, si è così passati da 83 000 a 110 000 iscritti, con un gran numero di giovani "antifascisti" eletti alle cariche direttive a livello locale e nazionale.
Nel giugno 2010, da un'idea di Dacia Maraini e Concita De Gregorio, è partita una campagna di tesseramento degli artisti a cui hanno aderito numerosi artisti e intellettuali, fra cui: Marco Bellocchio, Andrea Camilleri, Massimo Carlotto, Liliana Cavani, Roberto Citran, Cristina e Francesca Comencini, Vincenzo Consolo, Simone Cristicchi, Serena Dandini, Emma Dante, Giancarlo De Cataldo, Ellekappa, Sabrina Ferilli, Dario Fo, Matteo Garrone, Fabrizio Gifuni, Giorgia, Irene Grandi, Ugo Gregoretti, Monica Guerritore, Margherita Hack, Fiorella Mannoia, Simona Marchini, Neri Marcorè, Mario Monicelli, Giuliano Montaldo, Claudia Mori, Nicky Nicolai, Moni Ovadia, Marco Paolini, Michele Placido, Gigi Proietti, Franca Rame, Lidia Ravera, Toni Servillo, Paolo Sorrentino, Sergio Staino, Roberta Torre, Nadia Urbinati, Vauro, Lucio Villari, Gustavo Zagrebelsky.
Oggi l'ANPI è finanziata dai propri soci e dai versamenti volontari del 5 per mille dell'IRPEF, oltre che da contributi statali legati a specifici eventi; in occasione delle celebrazioni del 70º della Liberazione e della Repubblica italiana l'ANPI ha goduto, unitamente ad altre 178 Associazioni combattentistiche e di reduci di contributi statali da parte del Ministero della difesa e del Viminale di concerto con il Ministero dell'economia, stabiliti dalla legge di stabilità 2014 per gli esercizi finanziari del 2014-2015 e 2016, rinnovando il finanziamento con le leggi finanziarie degli anni successivi.

## Stampa
L'ANPI pubblica dal 1952 la rivista Patria Indipendente (sottotitolo: Periodico della Resistenza e degli ex combattenti) le cui tematiche sono prevalentemente di carattere storico-politico, oltre che di segnalazione e cronaca di eventi, usualmente legati alla Resistenza. Il direttore responsabile era Wladimiro Settimelli (2009).
Dal 2015 la versione digitale ha sostituito il periodico cartaceo, che continua le pubblicazioni in maniera saltuaria trasformandosi in pubblicazione monotematica. Il direttore responsabile è Natalia Marino.

## Festa nazionale
Dal 2008 al 2015, con cadenza biennale e sotto l'Alto Patronato del Presidente della Repubblica, si è svolta la Festa nazionale dell'ANPI, volta a ribadire, con una serie di appuntamenti, di incontri, di dibattiti e di musica, i valori dell'antifascismo, della pace e della democrazia.

### Edizioni
| Anno | Titolo                                     | Data                      | Luogo                                  |
| ---- | ------------------------------------------ | ------------------------- | -------------------------------------- |
| 2008 | Resistenze ANPI. Democrazia è antifascismo | dal 20 al 22 giugno       | Museo Cervi, Gattatico (Reggio Emilia) |
| 2010 | Italiani, di Costituzione                  | dal 24 al 27 giugno       | Lazzaretto, Ancona                     |
| 2012 | La memoria batte nel cuore del futuro      | dal 14 al 17 giugno       | Marzabotto (Bologna)                   |
| 2015 | Sogno un paese libero e democratico        | dal 30 maggio al 2 giugno | Carpi (Modena)                         |
| 2023 | Facciamo costituzione                      | dal 1º al 5 giugno        | Bologna                                |
| 2024 | Facciamo costituzione                      | dal 27 al 30 giugno       | Bologna                                |

## Critiche e controversie
In diverse occasioni esponenti di sezioni locali dell'ANPI hanno suscitato polemiche che hanno attirato sull'associazione accuse di revisionismo, specialmente riguardo a episodi legati ai massacri delle foibe e all'esodo giuliano dalmata. Oltre ad esprimere talvolta posizioni espressamente negazioniste sulle foibe (in particolare riguardo ai fatti di Basovizza), l'ANPI ha sponsorizzato un convegno definito negazionista. L'associazione si è opposta in più occasioni all'intitolazione di spazi pubblici come parchi e strade a Norma Cossetto, vittima dei partigiani titini insignita della medaglia d'oro al merito civile alla memoria e definita una "presunta martire" sul cui omicidio non vi sarebbero certezze, e ad altre vittime delle foibe.
Ulteriori polemiche sono state sollevate in ragione del fatto che l'ANPI continui ad essere considerata un'associazione combattentistica e riceva finanziamenti pubblici nonostante i partigiani rappresentino solo una minima parte dei suoi tesserati. Per tale motivo non sono mancate le richieste, da parte di politici di centrodestra, di abolire le sovvenzioni pubbliche.
A seguito dell'invasione russa dell'Ucraina del 2022 sono sorte nuove polemiche per la mancata ferma condanna da parte dell'ANPI. In particolare, ha fatto discutere una nota dopo il massacro di Buča in cui l'associazione chiedeva una "commissione d'inchiesta internazionale guidata dall'Onu e formata da rappresentanti di Paesi neutrali, per appurare cosa davvero è avvenuto, perché è avvenuto, chi sono i responsabili", suggerendo una posizione conciliante. In merito, sono state dure le critiche del presidente della Triennale Stefano Boeri, che si è "profondamente vergognato" e della senatrice a vita Liliana Segre, che ha chiesto all'ANPI di non mantenere una posizione equidistante e di tanti altri, anche in seno alla stessa ANPI. Diverse sezioni provinciali dell'associazione si sono tuttavia discostate dalla linea nazionale, condannando fermamente l'invasione.